# European Challenge Cup 2011/12
Der European Challenge Cup 2011/12 war die 16. Ausgabe des European Challenge Cup, des zweitrangigen europäischen Pokalwettbewerbs im Rugby Union. Aus Sponsoringgründen trug er die Bezeichnung Amlin Challenge Cup. Es waren 23 Mannschaften beteiligt – 20 in der Gruppenphase und zusätzlich drei in der K.-o.-Runde, die im Heineken Cup 2011/12 ausgeschieden waren. Der Wettbewerb begann am 10. November 2011, das Finale fand am 18. Mai 2012 in The Stoop in London statt. Den Titel gewann das französische Team Biarritz Olympique.

## Modus
Alle Mannschaften der englischen Aviva Premiership, der französischen Top 14 und  der internationalen Pro12, die sich nicht für den Heineken Cup qualifiziert hatten, nahmen am European Challenge Cup teil. Hinzu kamen vier Mannschaften aus der italienischen Campionato di Eccellenza sowie je ein Vertreter Rumäniens und Spaniens.
Die 20 Teilnehmer der Gruppenphase wurden in fünf Gruppen mit je vier Mannschaften eingeteilt. Die Setzreihenfolge basierte auf der Platzierung in der gesamteuropäischen Clubrangliste. Jede Mannschaft spielte je ein Heim- und ein Auswärtsspiel gegen die drei Gruppengegner. In der Gruppenphase erhielten die Mannschaften:
- vier Punkte für einen Sieg
- zwei Punkte für ein Unentschieden
- einen Bonuspunkt bei vier oder mehr Versuchen
- einen Bonuspunkt bei einer Niederlage mit sieben oder weniger Punkten Differenz

Für das Viertelfinale qualifizierten sich die fünf Gruppensieger, hinzu kamen die dritt- bis fünftbesten Gruppenzweiten aus der K.-o.-Runde des Heineken Cup 2011/12.

## Auslosung
Die nicht für den Heineken Cup qualifizierten Teams wurden gemäß der europäischen Clubrangliste in vier Töpfe mit je vier Teams eingeteilt (in Klammern die Platzierung Ende der vorangegangenen Saison):
| Topf 1 | Stade Français (8)         | USA Perpignan (9)            | London Wasps (14)      | RC Toulon (19)          | Sale Sharks (22) |
| Topf 2 | Newport Gwent Dragons (26) | CA Brive (27)                | Newcastle Falcons (28) | Worcester Warriors (29) | Aviron Bayonnais |
| Topf 3 | Petrarca Rugby Padova (40) | Rugby Parma                  | Rugby Rovigo Delta     | SU Agen                 | Exeter Chiefs    |
| Topf 4 | Cavalieri Prato            | Lyon Olympique Universitaire | Union Bordeaux Bègles  | București Rugby         | CR La Vila       |

## Gruppenphase

### Gruppe 1
|    | Team               | Spiele | Siege | Unent. | Ndlg. | Spiel- punkte | Diff. | Bonus- punkte | Tabellen- punkte |
| -- | ------------------ | ------ | ----- | ------ | ----- | ------------- | ----- | ------------- | ---------------- |
| 1. | Stade Français     | 6      | 6     | 0      | 0     | 241:43        | + 198 | 5             | 29               |
| 2. | Worcester Warriors | 6      | 4     | 0      | 2     | 194:95        | + 99  | 4             | 20               |
| 3. | București Rugby    | 6      | 2     | 0      | 4     | 102:184       | − 82  | 2             | 10               |
| 4. | Rugby Parma        | 6      | 0     | 0      | 6     | 36:251        | − 215 | 0             | 0                |

| 10. November 2011 19:45 WEZ | Worcester Warriors | 6 : 11 | Stade Français | Sixways Stadium, Worcester Zuschauer: 8.121 |
| 10. November 2011 19:45 WEZ | Bericht            |        |                | Sixways Stadium, Worcester Zuschauer: 8.121 |

| 13. November 2011 21:00 OEZ | București Rugby | 34 : 7 | Rugby Parma | Stadionul Arcul de Triumf, Bukarest Zuschauer: 1.000 |
| 13. November 2011 21:00 OEZ | Bericht         |        |             | Stadionul Arcul de Triumf, Bukarest Zuschauer: 1.000 |

| 18. November 2011 19:00 MEZ | Stade Français | 25 : 13 | București Rugby | Stade Charléty, Paris Zuschauer: 5.800 |
| 18. November 2011 19:00 MEZ | Bericht        |         |                 | Stade Charléty, Paris Zuschauer: 5.800 |

| 19. November 2011 20:30 MEZ | Rugby Parma | 3 : 34 | Worcester Warriors | Stadio XXV Aprile, Parma Zuschauer: 300 |
| 19. November 2011 20:30 MEZ | Bericht     |        |                    | Stadio XXV Aprile, Parma Zuschauer: 300 |

| 10. Dezember 2011 20:30 MEZ | Rugby Parma | 0 : 57 | Stade Français | Stadio XXV Aprile, Parma Zuschauer: 1.000 |
| 10. Dezember 2011 20:30 MEZ | Bericht     |        |                | Stadio XXV Aprile, Parma Zuschauer: 1.000 |

| 11. Dezember 2011 15:00 OEZ | București Rugby | 13 : 24 | Worcester Warriors | Stadionul Arcul de Triumf, Bucharest Zuschauer: 2.000 |
| 11. Dezember 2011 15:00 OEZ | Bericht         |         |                    | Stadionul Arcul de Triumf, Bucharest Zuschauer: 2.000 |

| 15. Dezember 2011 20:30 MEZ | Stade Français | 45 : 3 | Rugby Parma | Stade Charléty, Paris Zuschauer: 2.500 |
| 15. Dezember 2011 20:30 MEZ | Bericht        |        |             | Stade Charléty, Paris Zuschauer: 2.500 |

| 17. Dezember 2011 15:00 WEZ | Worcester Warriors | 57 : 13 | București Rugby | Sixways Stadium, Worcester Zuschauer: 6.700 |
| 17. Dezember 2011 15:00 WEZ | Bericht            |         |                 | Sixways Stadium, Worcester Zuschauer: 6.700 |

| 14. Januar 2012 14:00 OEZ | București Rugby | 13 : 34 | Stade Français | Stadionul Arcul de Triumf, Bukarest Zuschauer: 1.074 |
| 14. Januar 2012 14:00 OEZ | Bericht         |         |                | Stadionul Arcul de Triumf, Bukarest Zuschauer: 1.074 |

| 14. Januar 2012 15:00 WEZ | Worcester Warriors | 55 : 10 | Rugby Parma | Sixways Stadium, Worcester Zuschauer: 4.531 |
| 14. Januar 2012 15:00 WEZ | Bericht            |         |             | Sixways Stadium, Worcester Zuschauer: 4.531 |

| 21. Januar 2012 15:00 MEZ | Rugby Parma | 13 : 26 | București Rugby | Stadio XXV Aprile, Parma Zuschauer: 250 |
| 21. Januar 2012 15:00 MEZ | Bericht     |         |                 | Stadio XXV Aprile, Parma Zuschauer: 250 |

| 21. Januar 2012 20:45 MEZ | Stade Français | 33 : 10 | Worcester Warriors | Stade Charléty, Paris Zuschauer: 6.693 |
| 21. Januar 2012 20:45 MEZ | Bericht        |         |                    | Stade Charléty, Paris Zuschauer: 6.693 |

### Gruppe 2
|    | Team                         | Spiele | Siege | Unent. | Ndlg. | Spiel- punkte | Diff. | Bonus- punkte | Tabellen- punkte |
| -- | ---------------------------- | ------ | ----- | ------ | ----- | ------------- | ----- | ------------- | ---------------- |
| 1. | RC Toulon                    | 6      | 5     | 0      | 1     | 197:73        | + 124 | 5             | 25               |
| 2. | Newcastle Falcons            | 6      | 4     | 0      | 2     | 133:82        | + 51  | 2             | 18               |
| 3. | Lyon Olympique Universitaire | 6      | 3     | 0      | 3     | 143:114       | + 29  | 2             | 14               |
| 4. | Petrarca Rugby Padova        | 6      | 0     | 0      | 6     | 50:254        | − 204 | 0             | 0                |

| 10. November 2011 20:30 MEZ | RC Toulon | 53 : 22 | Petrarca Rugby Padova | Stade Pierre-Rajon, Bourgoin-Jallieu Zuschauer: 1.095 |
| 10. November 2011 20:30 MEZ | Bericht   |         |                       | Stade Pierre-Rajon, Bourgoin-Jallieu Zuschauer: 1.095 |

| 12. November 2011 15:00 WEZ | Newcastle Falcons | 27 : 19 | Lyon OU | Kingston Park, Newcastle upon Tyne Zuschauer: 3.533 |
| 12. November 2011 15:00 WEZ | Bericht           |         |         | Kingston Park, Newcastle upon Tyne Zuschauer: 3.533 |

| 19. November 2011 15:00 MEZ | Petrarca Rugby Padova | 3 : 34 | Newcastle Falcons | Stadio Plebiscito, Padua Zuschauer: 1.900 |
| 19. November 2011 15:00 MEZ | Bericht               |        |                   | Stadio Plebiscito, Padua Zuschauer: 1.900 |

| 19. November 2011 20:45 MEZ | Lyon OU | 19 : 26 | RC Toulon | Matmut Stadium, Vénissieux Zuschauer: 7.615 |
| 19. November 2011 20:45 MEZ | Bericht |         |           | Matmut Stadium, Vénissieux Zuschauer: 7.615 |

| 8. Dezember 2011 19:45 WEZ | Newcastle Falcons | 6 : 3 | RC Toulon | Kingston Park, Newcastle upon Tyne Zuschauer: 5.579 |
| 8. Dezember 2011 19:45 WEZ | Bericht           |       |           | Kingston Park, Newcastle upon Tyne Zuschauer: 5.579 |

| 10. Dezember 2011 17:00 MEZ | Lyon OU | 31 : 16 | Petrarca Rugby Padova | Matmut Stadium, Vénissieux Zuschauer: 6.169 |
| 10. Dezember 2011 17:00 MEZ | Bericht |         |                       | Matmut Stadium, Vénissieux Zuschauer: 6.169 |

| 17. Dezember 2011 15:00 MEZ | Petrarca Rugby Padova | 3 : 43 | Lyon OU | Stadio Plebiscito, Padua Zuschauer: 1.000 |
| 17. Dezember 2011 15:00 MEZ | Bericht               |        |         | Stadio Plebiscito, Padua Zuschauer: 1.000 |

| 17. Dezember 2011 20:45 MEZ | RC Toulon | 36 : 10 | Newcastle Falcons | Stade Mayol, Toulon Zuschauer: 13.264 |
| 17. Dezember 2011 20:45 MEZ | Bericht   |         |                   | Stade Mayol, Toulon Zuschauer: 13.264 |

| 15. Januar 2012 15:30 WEZ | Newcastle Falcons | 43 : 0 | Petrarca Rugby Padova | Kingston Park, Newcastle upon Tyne Zuschauer: 2.831 |
| 15. Januar 2012 15:30 WEZ | Bericht           |        |                       | Kingston Park, Newcastle upon Tyne Zuschauer: 2.831 |

| 15. Januar 2012 18:30 MEZ | RC Toulon | 29 : 10 | Lyon OU | Stade Mayol, Toulon Zuschauer: 14.121 |
| 15. Januar 2012 18:30 MEZ | Bericht   |         |         | Stade Mayol, Toulon Zuschauer: 14.121 |

| 21. Januar 2012 15:00 MEZ | Lyon OU | 21 : 13 | Newcastle Falcons | Matmut Stadium, Vénissieux Zuschauer: 7.115 |
| 21. Januar 2012 15:00 MEZ | Bericht |         |                   | Matmut Stadium, Vénissieux Zuschauer: 7.115 |

| 21. Januar 2012 15:00 MEZ | Petrarca Rugby Padova | 6 : 50 | RC Toulon | Stadio Plebiscito, Padua Zuschauer: 2.000 |
| 21. Januar 2012 15:00 MEZ | Bericht               |        |           | Stadio Plebiscito, Padua Zuschauer: 2.000 |

### Gruppe 3
|    | Team                  | Spiele | Siege | Unent. | Ndlg. | Spiel- punkte | Diff. | Bonus- punkte | Tabellen- punkte |
| -- | --------------------- | ------ | ----- | ------ | ----- | ------------- | ----- | ------------- | ---------------- |
| 1. | London Wasps          | 6      | 5     | 0      | 1     | 189:75        | + 114 | 4             | 24               |
| 2. | Aviron Bayonnais      | 6      | 5     | 0      | 1     | 197:61        | + 136 | 2             | 22               |
| 3. | Union Bordeaux Bègles | 6      | 2     | 0      | 4     | 82:132        | − 50  | 2             | 10               |
| 4. | Rugby Rovigo Delta    | 6      | 0     | 0      | 6     | 51:251        | − 200 | 1             | 1                |

| 12. November 2011 15:00 MEZ | Rugby Rovigo Delta | 10 : 43 | Aviron Bayonnais | Stadio Comunale Mario Battaglini, Rovigo Zuschauer: 900 |
| 12. November 2011 15:00 MEZ | Bericht            |         |                  | Stadio Comunale Mario Battaglini, Rovigo Zuschauer: 900 |

| 12. November 2011 20:45 MEZ | Union Bordeaux Bègles | 14 : 47 | London Wasps | Stade Chaban-Delmas, Bordeaux Zuschauer: 16.953 |
| 12. November 2011 20:45 MEZ | Bericht               |         |              | Stade Chaban-Delmas, Bordeaux Zuschauer: 16.953 |

| 17. November 2011 20:30 MEZ | Aviron Bayonnais | 20 : 3 | Union Bordeaux Bègles | Stade Jean-Dauger, Bayonne Zuschauer: 10.300 |
| 17. November 2011 20:30 MEZ | Bericht          |        |                       | Stade Jean-Dauger, Bayonne Zuschauer: 10.300 |

| 20. November 2011 15:00 WEZ | London Wasps | 38 : 7 | Rugby Rovigo Delta | Adams Park, High Wycombe Zuschauer: 4.225 |
| 20. November 2011 15:00 WEZ | Bericht      |        |                    | Adams Park, High Wycombe Zuschauer: 4.225 |

| 10. Dezember 2011 15:00 MEZ | Rugby Rovigo Delta | 7 : 31 | Union Bordeaux Bègles | Stadio Comunale Mario Battaglini, Rovigo Zuschauer: 800 |
| 10. Dezember 2011 15:00 MEZ | Bericht            |        |                       | Stadio Comunale Mario Battaglini, Rovigo Zuschauer: 800 |

| 10. Dezember 2011 20:45 MEZ | Aviron Bayonnais | 19 : 11 | London Wasps | Stade Jean Dauger, Bayonne Zuschauer: 11.876 |
| 10. Dezember 2011 20:45 MEZ | Bericht          |         |              | Stade Jean Dauger, Bayonne Zuschauer: 11.876 |

| 15. Dezember 2011 19:00 MEZ | Union Bordeaux Bègles | 15 : 10 | Rugby Rovigo Delta | Stade André-Moga, Bègles Zuschauer: 2.000 |
| 15. Dezember 2011 19:00 MEZ | Bericht               |         |                    | Stade André-Moga, Bègles Zuschauer: 2.000 |

| 15. Dezember 2011 19:45 WEZ | London Wasps | 25 : 11 | Aviron Bayonnais | Adams Park, High Wycombe Zuschauer: 4.350 |
| 15. Dezember 2011 19:45 WEZ | Bericht      |         |                  | Adams Park, High Wycombe Zuschauer: 4.350 |

| 12. Januar 2012 20:15 MEZ | Union Bordeaux Bègles | 6 : 12 | Aviron Bayonnais | Stade André-Moga, Bègles Zuschauer: 2.900 |
| 12. Januar 2012 20:15 MEZ | Bericht               |        |                  | Stade André-Moga, Bègles Zuschauer: 2.900 |

| 14. Januar 2012 15:00 MEZ | Rugby Rovigo Delta | 11 : 32 | London Wasps | Stadio Comunale Mario Battaglini, Rovigo Zuschauer: 1.200 |
| 14. Januar 2012 15:00 MEZ | Bericht            |         |              | Stadio Comunale Mario Battaglini, Rovigo Zuschauer: 1.200 |

| 22. Januar 2012 15:00 WEZ | London Wasps | 36 : 13 | Union Bordeaux Bègles | Adams Park, High Wycombe Zuschauer: 4.809 |
| 22. Januar 2012 15:00 WEZ | Bericht      |         |                       | Adams Park, High Wycombe Zuschauer: 4.809 |

| 22. Januar 2012 16:00 MEZ | Aviron Bayonnais | 92 : 6 | Rugby Rovigo Delta | Stade Jean-Dauger, Bayonne Zuschauer: 5.000 |
| 22. Januar 2012 16:00 MEZ | Bericht          |        |                    | Stade Jean-Dauger, Bayonne Zuschauer: 5.000 |

### Gruppe 4
|    | Team                  | Spiele | Siege | Unent. | Ndlg. | Spiel- punkte | Diff. | Bonus- punkte | Tabellen- punkte |
| -- | --------------------- | ------ | ----- | ------ | ----- | ------------- | ----- | ------------- | ---------------- |
| 1. | Exeter Chiefs         | 6      | 5     | 0      | 1     | 202:64        | + 121 | 3             | 23               |
| 2. | USA Perpignan         | 6      | 4     | 0      | 2     | 153:112       | + 41  | 2             | 18               |
| 3. | Newport Gwent Dragons | 6      | 3     | 0      | 3     | 139:100       | + 39  | 3             | 15               |
| 4. | Cavalieri Prato       | 6      | 0     | 0      | 6     | 62:280        | − 218 | 0             | 0                |

| 11. November 2011 19:00 MEZ | USA Perpignan | 15 : 12 | Exeter Chiefs | Stade Aimé-Giral, Perpignan Zuschauer: 11.336 |
| 11. November 2011 19:00 MEZ | Bericht       |         |               | Stade Aimé-Giral, Perpignan Zuschauer: 11.336 |

| 12. November 2011 14:30 MEZ | Cavalieri Prato | 3 : 33 | Newport Gwent Dragons | Stadio Lungobisenzio, Prato Zuschauer: 2.000 |
| 12. November 2011 14:30 MEZ | Bericht         |        |                       | Stadio Lungobisenzio, Prato Zuschauer: 2.000 |

| 17. November 2011 19:45 WEZ | Newport Gwent Dragons | 23 : 13 | USA Perpignan | Rodney Parade, Newport Zuschauer: 5.160 |
| 17. November 2011 19:45 WEZ | Bericht               |         |               | Rodney Parade, Newport Zuschauer: 5.160 |

| 19. November 2011 15:00 WEZ | Exeter Chiefs | 68 : 0 | Cavalieri Prato | Sandy Park, Exeter Zuschauer: 5.937 |
| 19. November 2011 15:00 WEZ | Bericht       |        |                 | Sandy Park, Exeter Zuschauer: 5.937 |

| 9. Dezember 2011 19:00 WEZ | USA Perpignan | 54 : 20 | Cavalieri Prato | Stade Aimé-Giral, Perpignan Zuschauer: 6.300 |
| 9. Dezember 2011 19:00 WEZ | Bericht       |         |                 | Stade Aimé-Giral, Perpignan Zuschauer: 6.300 |

| 11. Dezember 2011 17:45 WEZ | Exeter Chiefs | 18 : 6 | Newport Gwent Dragons | Sandy Park, Exeter Zuschauer: 5.944 |
| 11. Dezember 2011 17:45 WEZ | Bericht       |        |                       | Sandy Park, Exeter Zuschauer: 5.944 |

| 17. Dezember 2011 14:30 MEZ | Cavalieri Prato | 13 : 30 | USA Perpignan | Stadio Lungobisenzio, Prato Zuschauer: 1.500 |
| 17. Dezember 2011 14:30 MEZ | Bericht         |         |               | Stadio Lungobisenzio, Prato Zuschauer: 1.500 |

| 18. Dezember 2011 17:45 MEZ | Newport Gwent Dragons | 19 : 23 | Exeter Chiefs | Rodney Parade, Newport Zuschauer: 5.137 |
| 18. Dezember 2011 17:45 MEZ | Bericht               |         |               | Rodney Parade, Newport Zuschauer: 5.137 |

| 14. Januar 2012 14:30 MEZ | Cavalieri Prato | 10 : 50 | Exeter Chiefs | Stadio Lungobisenzio, Prato Zuschauer: 1.050 |
| 14. Januar 2012 14:30 MEZ | Bericht         |         |               | Stadio Lungobisenzio, Prato Zuschauer: 1.050 |

| 14. Januar 2012 20:55 MEZ | USA Perpignan | 27 : 13 | Newport Gwent Dragons | Stade Aimé-Giral, Perpignan Zuschauer: 10.414 |
| 14. Januar 2012 20:55 MEZ | Bericht       |         |                       | Stade Aimé-Giral, Perpignan Zuschauer: 10.414 |

| 21. Januar 2012 15:00 WEZ | Exeter Chiefs | 31 : 14 | USA Perpignan | Sandy Park, Exeter Zuschauer: 7.966 |
| 21. Januar 2012 15:00 WEZ | Bericht       |         |               | Sandy Park, Exeter Zuschauer: 7.966 |

| 21. Januar 2012 15:00 WEZ | Newport Gwent Dragons | 45 : 16 | Cavalieri Prato | Rodney Parade, Newport Zuschauer: 4.736 |
| 21. Januar 2012 15:00 WEZ | Bericht               |         |                 | Rodney Parade, Newport Zuschauer: 4.736 |

### Gruppe 5
|    | Team        | Spiele | Siege | Unent. | Ndlg. | Spiel- punkte | Diff. | Bonus- punkte | Tabellen- punkte |
| -- | ----------- | ------ | ----- | ------ | ----- | ------------- | ----- | ------------- | ---------------- |
| 1. | CA Brive    | 6      | 6     | 0      | 0     | 209:79        | + 130 | 3             | 27               |
| 2. | Sale Sharks | 6      | 4     | 0      | 2     | 225:96        | + 129 | 4             | 20               |
| 3. | SU Agen     | 2      | 1     | 0      | 1     | 51:99         | − 48  | 0             | 4                |
| 4. | CR La Vila  | 6      | 0     | 0      | 6     | 64:325        | − 261 | 0             | 0                |

| 12. November 2011 16:00 MEZ | CR La Vila | 10 : 50 | SU Agen | Campo de El Pantano, Villajoyosa Zuschauer: 2.500 |
| 12. November 2011 16:00 MEZ | Bericht    |         |         | Campo de El Pantano, Villajoyosa Zuschauer: 2.500 |

| 12. November 2011 18:30 MEZ | CA Brive | 26 : 18 | Sale Sharks | Stade Amédée-Domenech, Brive-la-Gaillarde Zuschauer: 5.500 |
| 12. November 2011 18:30 MEZ | Bericht  |         |             | Stade Amédée-Domenech, Brive-la-Gaillarde Zuschauer: 5.500 |

| 18. November 2011 19:45 WEZ | Sale Sharks | 59 : 6 | CR La Vila | Edgeley Park, Stockport Zuschauer: 4.910 |
| 18. November 2011 19:45 WEZ | Bericht     |        |            | Edgeley Park, Stockport Zuschauer: 4.910 |

| 20. November 2011 18:00 MEZ | SU Agen | 8 : 29 | CA Brive | Stade Armandie, Agen Zuschauer: 5.177 |
| 20. November 2011 18:00 MEZ | Bericht |        |          | Stade Armandie, Agen Zuschauer: 5.177 |

| 8. Dezember 2011 20:30 MEZ | SU Agen | 14 : 29 | Sale Sharks | Stade Armandie, Agen Zuschauer: 3.117 |
| 8. Dezember 2011 20:30 MEZ | Bericht |         |             | Stade Armandie, Agen Zuschauer: 3.117 |

| 10. Dezember 2011 16:00 MEZ | CR La Vila | 18 : 47 | CA Brive | Campo de El Pantano, Villajoyosa Zuschauer: 1.000 |
| 10. Dezember 2011 16:00 MEZ | Bericht    |         |          | Campo de El Pantano, Villajoyosa Zuschauer: 1.000 |

| 15. Dezember 2011 20:00 MEZ | CA Brive | 38 : 13 | CR La Vila | Stade Amédée-Domenech, Brive-la-Gaillarde Zuschauer: 3.500 |
| 15. Dezember 2011 20:00 MEZ | Bericht  |         |            | Stade Amédée-Domenech, Brive-la-Gaillarde Zuschauer: 3.500 |

| 18. Dezember 2011 15:00 WEZ | Sale Sharks | 41 : 21 | SU Agen | Edgeley Park, Stockport Zuschauer: 4.915 |
| 18. Dezember 2011 15:00 WEZ | Bericht     |         |         | Edgeley Park, Stockport Zuschauer: 4.915 |

| 13. Januar 2012 20:00 MEZ | CA Brive | 50 : 13 | SU Agen | Stade Amédée Domenech, Brive-la-Gaillarde Zuschauer: 3.500 |
| 13. Januar 2012 20:00 MEZ | Bericht  |         |         | Stade Amédée Domenech, Brive-la-Gaillarde Zuschauer: 3.500 |

| 14. Januar 2012 16:00 MEZ | CR La Vila | 10 : 69 | Sale Sharks | Campo de El Pantano, Villajoyosa Zuschauer: 2.000 |
| 14. Januar 2012 16:00 MEZ | Bericht    |         |             | Campo de El Pantano, Villajoyosa Zuschauer: 2.000 |

| 19. Januar 2012 19:45 WEZ | Sale Sharks | 9 : 19 | CA Brive | Edgeley Park, Stockport Zuschauer: 6.955 |
| 19. Januar 2012 19:45 WEZ | Bericht     |        |          | Edgeley Park, Stockport Zuschauer: 6.955 |

| 19. Januar 2012 20:45 MEZ | SU Agen | 62 : 7 | CR La Vila | Stade Armandie, Agen Zuschauer: 2.169 |
| 19. Januar 2012 20:45 MEZ | Bericht |        |            | Stade Armandie, Agen Zuschauer: 2.169 |

## K.-o.-Runde

### Setzliste
Nach der Gruppenphase trafen die fünf Gruppensieger sowie die dritt- bis fünftbesten Gruppenzweiten des Heineken Cup 2011/12 aufeinander.
1. Stade Français
2. CA Brive
3. RC Toulon
4. London Wasps
5. (HC) Biarritz Olympique
6. (HC) Harlequins
7. (HC) Scarlets
8. Exeter Chiefs

### Viertelfinale
| 5. April 2012 20:45 MESZ | Stade Français                                                                              | 22 : 17       | Exeter Chiefs                                                                | Stade Charléty, Paris Zuschauer: 4.693 Schiedsrichter: Peter Fitzgibbon (Irland) |
| 5. April 2012 20:45 MESZ | Versuche: Camara 43. n.erh. Williams 79. n.erh. Straftritte: Dupuy (4/4) 29., 40., 47., 55. | (6:9) Bericht | Versuche: Naqelevuki 68. n.erh. Straftritte: Mieres (4/5) 21., 27., 36., 49. | Stade Charléty, Paris Zuschauer: 4.693 Schiedsrichter: Peter Fitzgibbon (Irland) |

| 6. April 2012 20:45 MESZ | RC Toulon | 37 : 8         | Harlequins                                             | Stade Mayol, Toulon Zuschauer: 12.762 Schiedsrichter: George Clancy (Irland) |
| 6. April 2012 20:45 MESZ | Versuche: Tillous-Borde 34. erh. Lapeyre 60. erh. Armitage 73. n.erh. Erhöhungen: Wilkinson (1/1) Giteau (1/2) Straftritte: Wilkinson (5/5) 5., 8., 14., 18., 30. Giteau (1/1) 52. | (22:3) Bericht | Versuche: Care 70. n.erh. Straftritte: Clegg (1/1) 11. | Stade Mayol, Toulon Zuschauer: 12.762 Schiedsrichter: George Clancy (Irland) |

| 7. April 2012 12:30 WESZ | London Wasps                                                                                                | 23 : 26        | Biarritz Olympique | Adams Park, High Wycombe Zuschauer: 4.308 Schiedsrichter: John Lacey (Irland) |
| 7. April 2012 12:30 WESZ | Versuche: Wade 63. erh. Davis 66. erh. Erhöhungen: Robinson (2/2) Straftritte: Robinson (3/3) 12., 21., 39. | (9:17) Bericht | Versuche: Balshaw 22. erh. van Staden 40. erh. Erhöhungen: Yachvili (2/2) Straftritte: Yachvili (4/4) 28., 54., 61., 75. | Adams Park, High Wycombe Zuschauer: 4.308 Schiedsrichter: John Lacey (Irland) |

| 8. April 2012 20:45 MESZ | CA Brive                                             | 15 : 11       | Llanelli Scarlets                                               | Stade Amédée-Domenech, Brive-la-Gaillarde Zuschauer: 7.850 Schiedsrichter: Wayne Barnes (England) |
| 8. April 2012 20:45 MESZ | Straftritte: Swanepoel (5/8) 15., 36., 46., 50., 79. | (6:6) Bericht | Versuche: Williams 58. n.erh. Straftritte: Jones (2/4) 30., 39. | Stade Amédée-Domenech, Brive-la-Gaillarde Zuschauer: 7.850 Schiedsrichter: Wayne Barnes (England) |

### Halbfinale
| 27. April 2012 20:55 MESZ | RC Toulon | 32 : 29         | Stade Français | Stade Mayol, Toulon Zuschauer: 12.404 Schiedsrichter: Alain Rolland (Irland) |
| 27. April 2012 20:55 MESZ | Versuche: Armitage 2. n.erh. Straftritte: Wilkinson (7/11) 31., 40., 42., 50., 55., 63., 67. Dropgoals: Wilkinson (2/3) 46., 79. | (11:19) Bericht | Versuche: Bonneval 12. erh. Turinui 60. erh. Erhöhungen: Plisson (2/2) Straftritte: Plisson (3/5) 15., 26., 37. Dropgoals: Plisson (2/2) 21., 68. | Stade Mayol, Toulon Zuschauer: 12.404 Schiedsrichter: Alain Rolland (Irland) |

| 28. April 2012 16:00 MESZ | Biarritz Olympique                                                                                   | 19 : 0         | CA Brive | Parc des Sports d’Aguiléra, Biarritz Zuschauer: 8.927 Schiedsrichter: George Clancy (Irland) |
| 28. April 2012 16:00 MESZ | Versuche: Traille 29. erh. Erhöhungen: Yachvili (1/1) Straftritte: Yachvili (4/5) 17., 23., 67., 71. | (13:0) Bericht |          | Parc des Sports d’Aguiléra, Biarritz Zuschauer: 8.927 Schiedsrichter: George Clancy (Irland) |

### Finale
| 18. Mai 2012 20:00 WESZ | Biarritz Olympique                                           | 21 : 18        | RC Toulon                                                                           | The Stoop, London Zuschauer: 9.376 Schiedsrichter: Wayne Barnes (England) |
| 18. Mai 2012 20:00 WESZ | Straftritte: Yachvili (7/7) 4., 17., 24., 35., 46., 53., 73. | (12:9) Bericht | Straftritte: Wilkinson (5/7) 11., 22., 31., 44., 59. Dropgoals: Wilkinson (1/1) 65. | The Stoop, London Zuschauer: 9.376 Schiedsrichter: Wayne Barnes (England) |